# Bundesstraße 99
Die Bundesstraße 99 (Abkürzung: B 99) ist eine Bundesstraße in Deutschland. Sie beginnt in Zittau an der B 96 und endet in Görlitz an der B 6.

## Geschichte
Der sächsische Teil geht auf eine alte Handelsstraße über den Lückendorfer Paß nach Böhmen zurück. Diese Alte Gabler Straße zwischen Zittau und der böhmischen Grenze wurde im beginnenden 19. Jhd. zur Chaussee ausgebaut und ist seit 1928 als Fernverkehrsstraße 99 verzeichnet.
Die Reichsstraße 99 wurde 1934 von Zittau über Görlitz (R 6), Rothenburg/Oberlausitz, Lodenau, Freiwaldau und Sagan (R 122) bis nach Neusalz zur R 5 eingerichtet.
1945 wurde der Streckenabschnitt östlich der Oder-Neiße-Grenze in das polnische Straßensystem integriert. Der Streckenabschnitt von Görlitz zur Grenze wurde herabgestuft. 1949 benannte die DDR die Reichsstraßen auf ihrem Gebiet in Fernverkehrsstraßen um. Damit erhielt die Strecke die Bezeichnung F 99.
Mit der Deutschen Wiedervereinigung 1990 erhielt die Strecke die Bezeichnung B 99. Im Zuge des Baues der Ortsumgehung von Görlitz (Bundesstraße 6) verlängerte sich der Verlauf der Strecke. Sie führt nun (Stand 2011) vom Brautwiesenplatz Richtung Norden durch die Stadt, bis sie auf die B 6 stößt.